# La Vaivre
La Vaivre és un municipi francès situat al departament de l'Alt Saona i a la regió de Borgonya - Franc Comtat. L'any 2007 tenia 216 habitants.

## Demografia

### Població
El 2007 la població de fet de La Vaivre era de 216 persones. Hi havia 92 famílies, de les quals 28 eren unipersonals (8 homes vivint sols i 20 dones vivint soles), 28 parelles sense fills, 24 parelles amb fills i 12 famílies monoparentals amb fills.
La població ha evolucionat segons el següent gràfic:
Habitants censats

### Habitatges
El 2007 hi havia 116 habitatges, 96 eren l'habitatge principal de la família, 16 eren segones residències i 4 estaven desocupats. 114 eren cases i 2 eren apartaments. Dels 96 habitatges principals, 87 estaven ocupats pels seus propietaris, 6 estaven llogats i ocupats pels llogaters i 3 estaven cedits a títol gratuït; 3 tenien dues cambres, 7 en tenien tres, 35 en tenien quatre i 52 en tenien cinc o més. 64 habitatges disposaven pel capbaix d'una plaça de pàrquing. A 48 habitatges hi havia un automòbil i a 33 n'hi havia dos o més.

### Piràmide de població
La piràmide de població per edats i sexe el 2009 era:
| Homes | Edats   | Dones |
| ----- | ------- | ----- |
| 0     | 95 o +  | 0     |
| 4     | 90 a 94 | 0     |
| 0     | 85 a 89 | 4     |
| 0     | 80 a 84 | 4     |
| 0     | 75 a 79 | 0     |
| 8     | 70 a 74 | 8     |
| 4     | 65 a 69 | 0     |
| 8     | 60 a 64 | 12    |
| 12    | 55 a 59 | 4     |
| 12    | 50 a 54 | 12    |
| 4     | 45 a 49 | 12    |
| 8     | 40 a 44 | 4     |
| 0     | 35 a 39 | 8     |
| 4     | 30 a 34 | 4     |
| 12    | 25 a 29 | 4     |
| 20    | 20 a 24 | 4     |
| 12    | 15 a 19 | 4     |
| 4     | 10 a 14 | 0     |
| 4     | 5 a 9   | 4     |
| 0     | 0 a 4   | 0     |

## Economia
El 2007 la població en edat de treballar era de 130 persones, 89 eren actives i 41 eren inactives. De les 89 persones actives 82 estaven ocupades (47 homes i 35 dones) i 7 estaven aturades (2 homes i 5 dones). De les 41 persones inactives 21 estaven jubilades, 8 estaven estudiant i 12 estaven classificades com a «altres inactius».

### Ingressos
El 2009 a La Vaivre hi havia 98 unitats fiscals que integraven 219 persones, la mediana anual d'ingressos fiscals per persona era de 14.644 €.

### Activitats econòmiques
Dels 4 establiments que hi havia el 2007, 2 eren d'empreses de construcció, 1 d'una empresa de comerç i reparació d'automòbils i 1 d'una empresa classificada com a «altres activitats de serveis».
Dels 2 establiments de servei als particulars que hi havia el 2009, 1 era una lampisteria i 1 electricista.
L'any 2000 a La Vaivre hi havia 5 explotacions agrícoles.

## Poblacions més properes
El següent diagrama mostra les poblacions més properes.